# قائمة بحيرات نيويورك
هذه قائمة بحيرة في ولاية نيويورك في الولايات المتحدة. هذه القائمة ليست شاملة.
- بحيرة أديرونداك
- Ampersand Lake
- Atwood Lake
- بحيرة أفالانش
- Augur Lake
- بيلي بوند
- Ballston Lake
- بركة باسكت
- Bass Lake
- بحيرة شبل الدب
- Beaverdam Lake
- بركة الماس الكبيرة
- بحيرة موس الكبيرة
- بركة بلاكفوت
- Black Lake
- بحيرة الجبل الأزرق
- بحيرة برانتنجهام
- Brydon Lake
- Buck Horn Lake
- بركة بوسفيلد
- Cables Lake
- East Canada Lake
- West Canada Lake
- Canadice Lake
- Canaan Lake
- Canadarago Lake
- Canandaigua Lake
- Caroga Lake
- بحيرة شرق كاروجا
- Catlin Lake
- Cayuga Lake
- بحيرة كايوتا
- Cazenovia Lake
- Chadwick Lake
- Chateaugay Lake
- Chautauqua Lake
- Chazy Lake
- بركة تشيشولم
- بحيرة كلابر
- Columbia Lake
- بحيرة كومبس
- بحيرة كونيسوس
- Cossayuna Lake
- Cranberry Lake
- بحيرة كروس
- بحيرة دارت
- بحيرة ديلاوير
- خزان دلتا
- Duck Lake
- Dwight Pond
- Eagle Lake, Essex County
- Eagle Lake, Hamilton County
- Eagle Lake, Orange County
- Elk Lake
- بحيرة الدردار
- مستنقع الدردار
- بحيرة إيمونز
- Fern Lake
- البحيرات الإصبعية
- بحيرة فوركيد
- Fulton Chain Lakes
- بحيرة غالواي
- بحيرة العقيق
- Great Sacandaga Lake
- Green Lake
- بحيرة غرينوود (تمتد إلى نيوجيرسي)
- Harris Lake
- Hathaway Pond
- Heart Lake
- Hedges Lake
- بحيرة هندرسون
- Hemlock Lake
- حديقة أونونداغا  [لغات أخرى]‏
- Hicks Pond
- بحيرة هونوي
- بحيرة هاغينز
- انديان ليك
- بركة كيندال
- Keuka Lake
- بحيرة كيواسا
- بحيرة اباناكي
- Lake Algonquin
- Lake Ann
- Lake Bonaparte
- Lake Bonita
- بحيرة شامبلين
- بحيرة كلير،نيويورك
- بحيرة كولدن
- بحيرة ديورانت
- Lake Edward
- بحيرة إري
- Lake Flower
- بحيرة جورج
- بحيرة جلعاد
- بحيرة كاناووك
- بحيرة كوشاكوا
- بحيرة ليلا
- Lake Louise Marie
- Lake Madeline
- بحيرة ماراتانزا
- بحيرة نيتاهوانتا
- بحيرة أونتاريو
- بحيرة أوسكوانا
- بحيرة اوزونيا
- بحيرة بيكسكيل
- Lake Placid
- بحيرة بليزانت
- ليك رونكونكوما
- بحيرة سيباغو

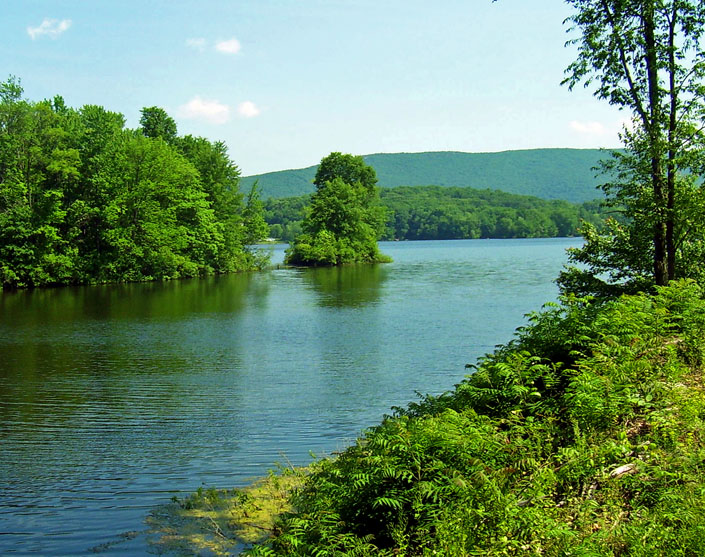
بحيرة بيفردام

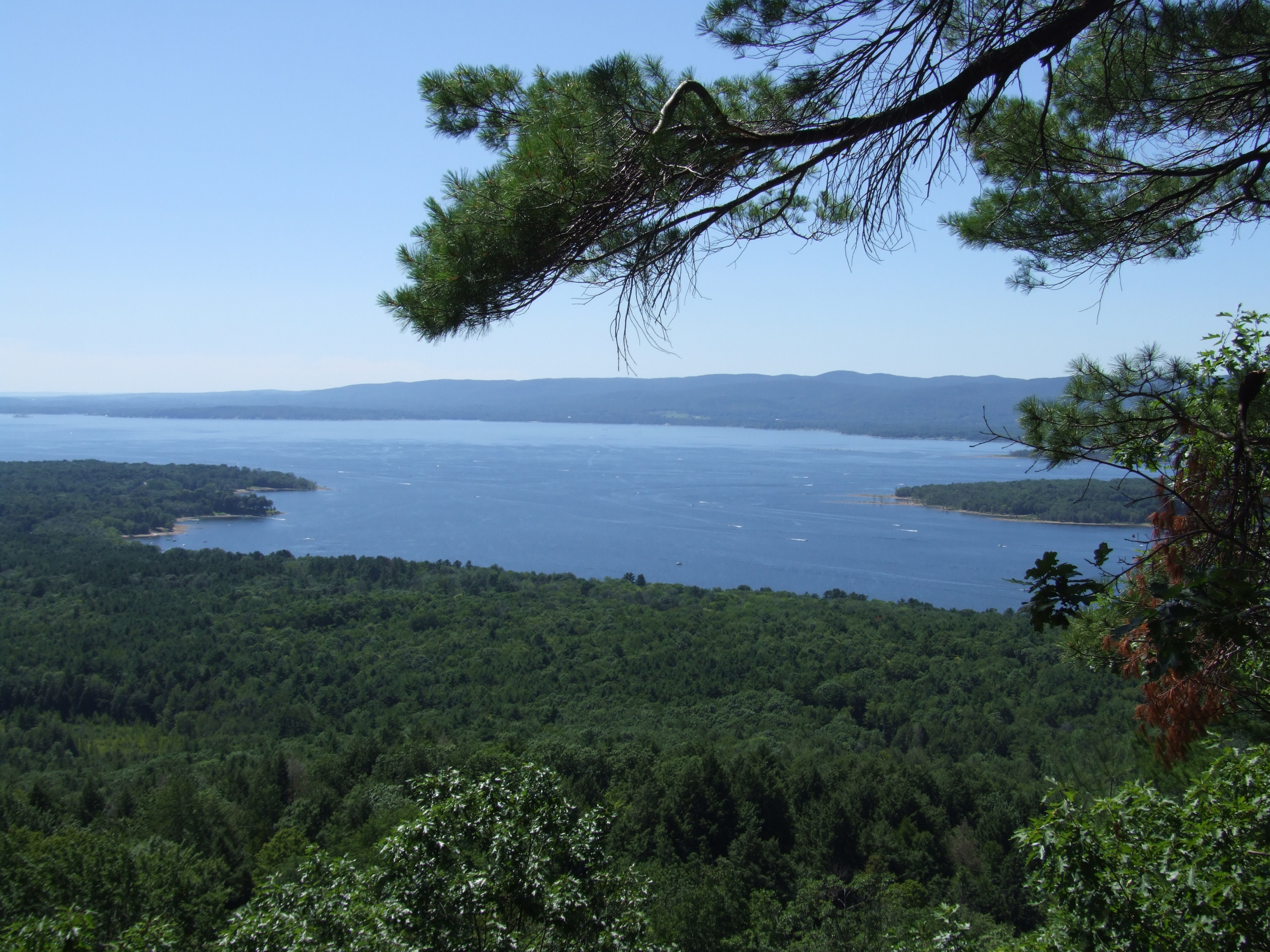
بحيرة ساكانداجا الكبرى

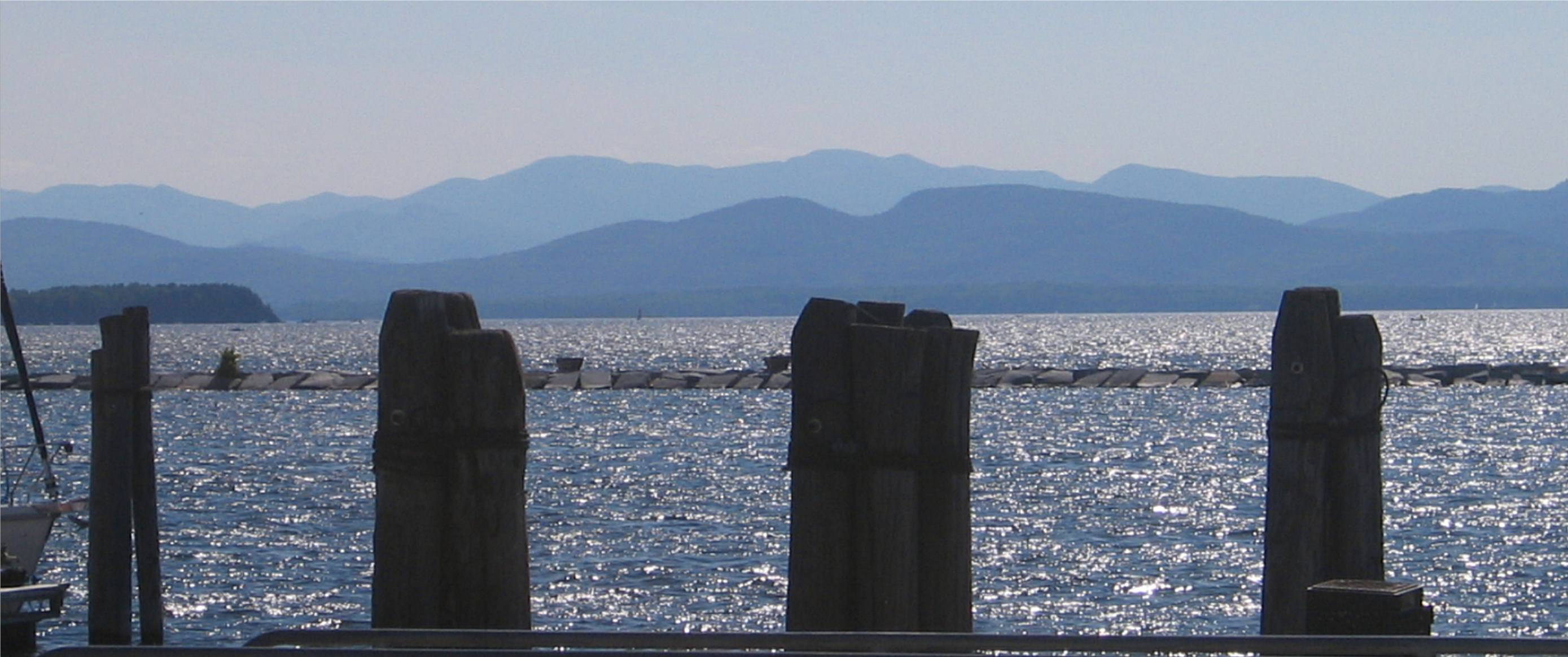
بحيرة شامبلين

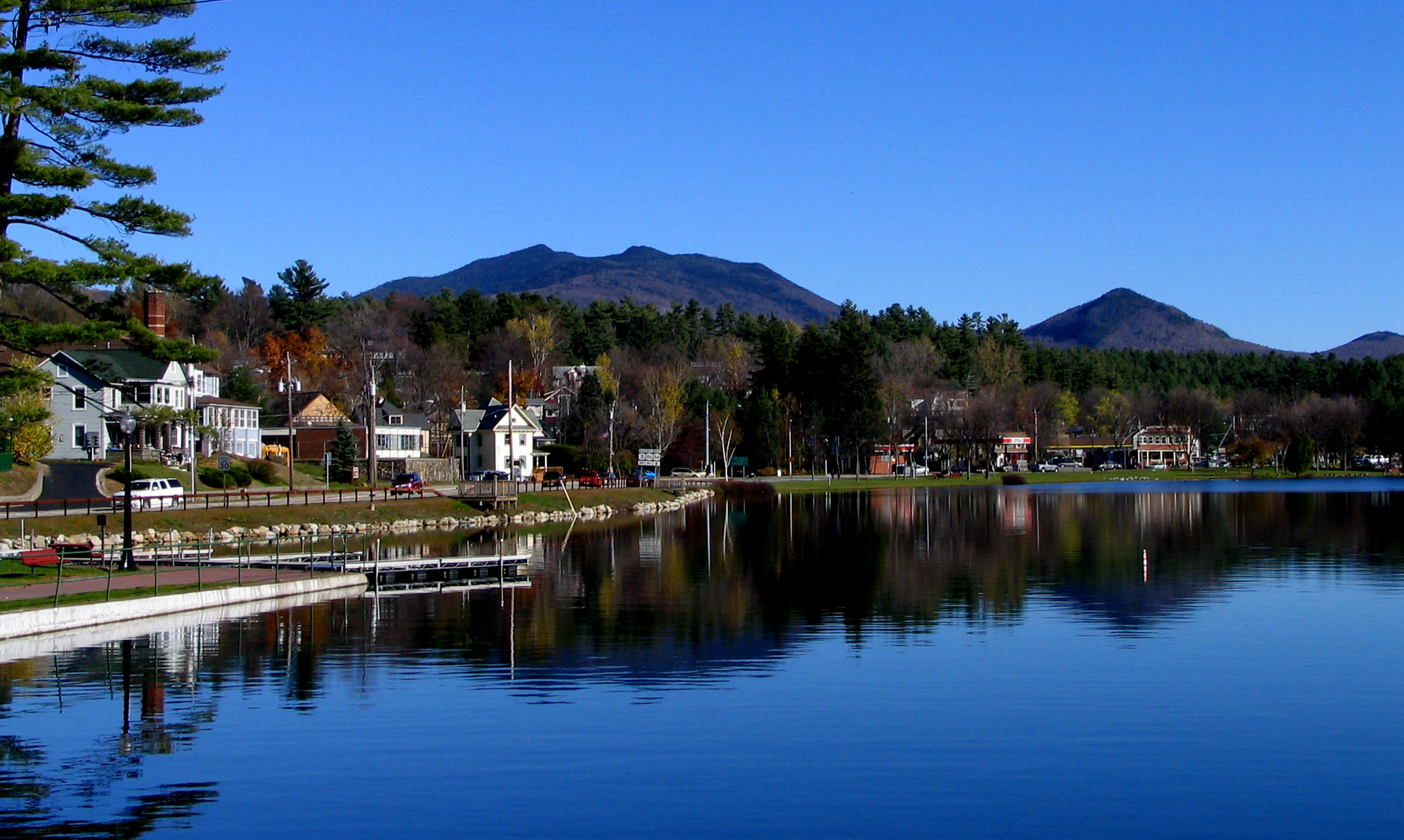
بحيرة الزهرة

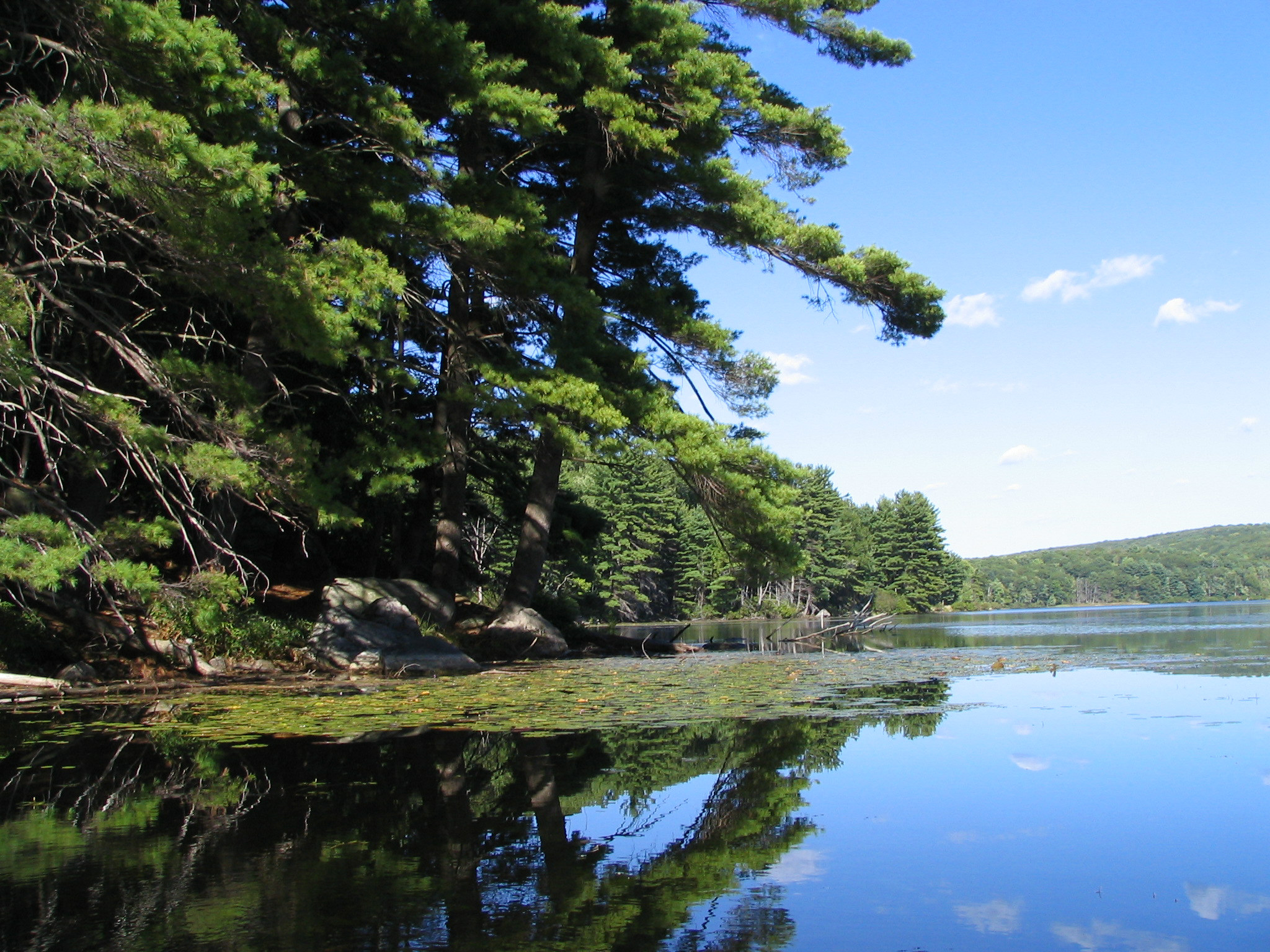
بحيرة كاناوكي

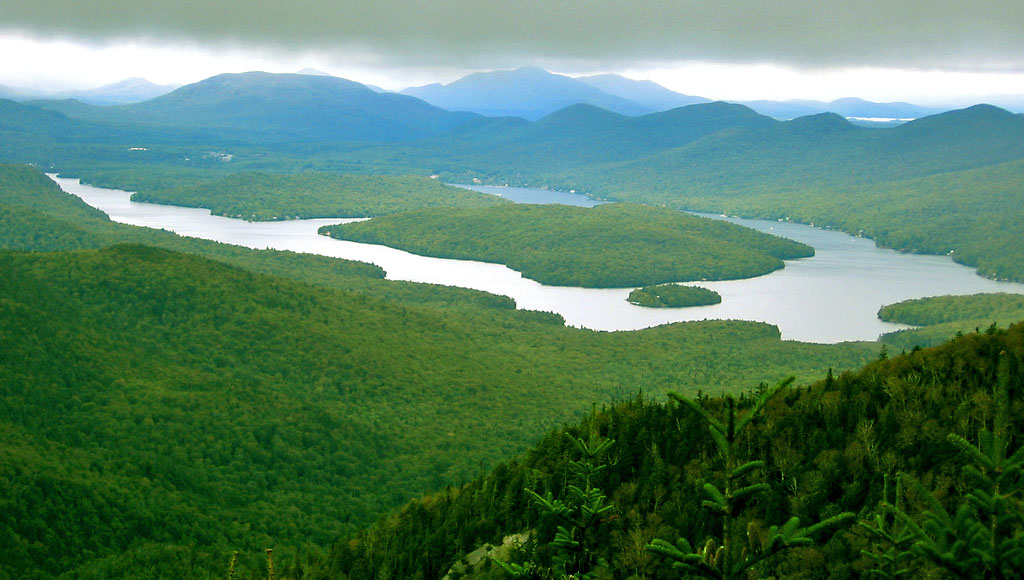
البحيره الهادئة

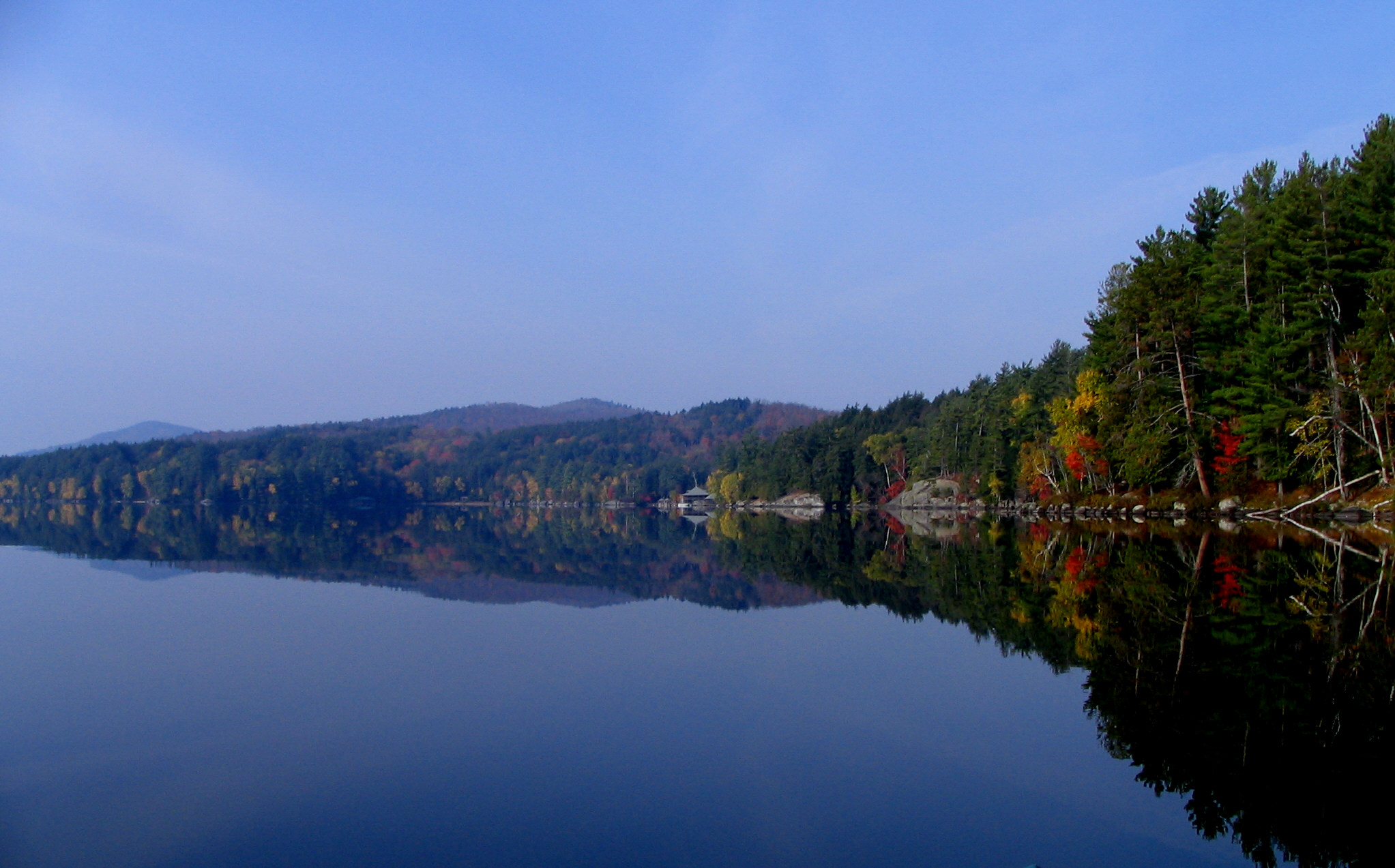
بحيرة ساراناك السفلى

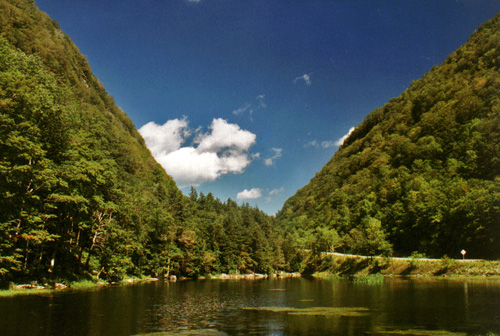
بحيرة نوتش

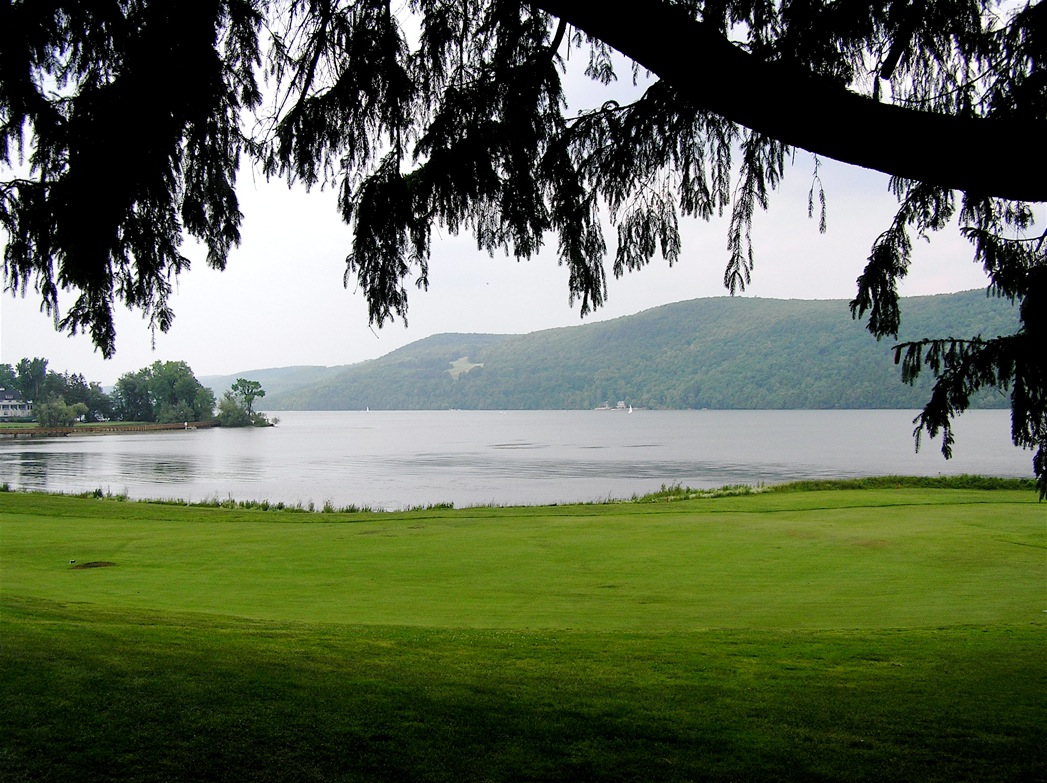
بحيرة أوتسيغو

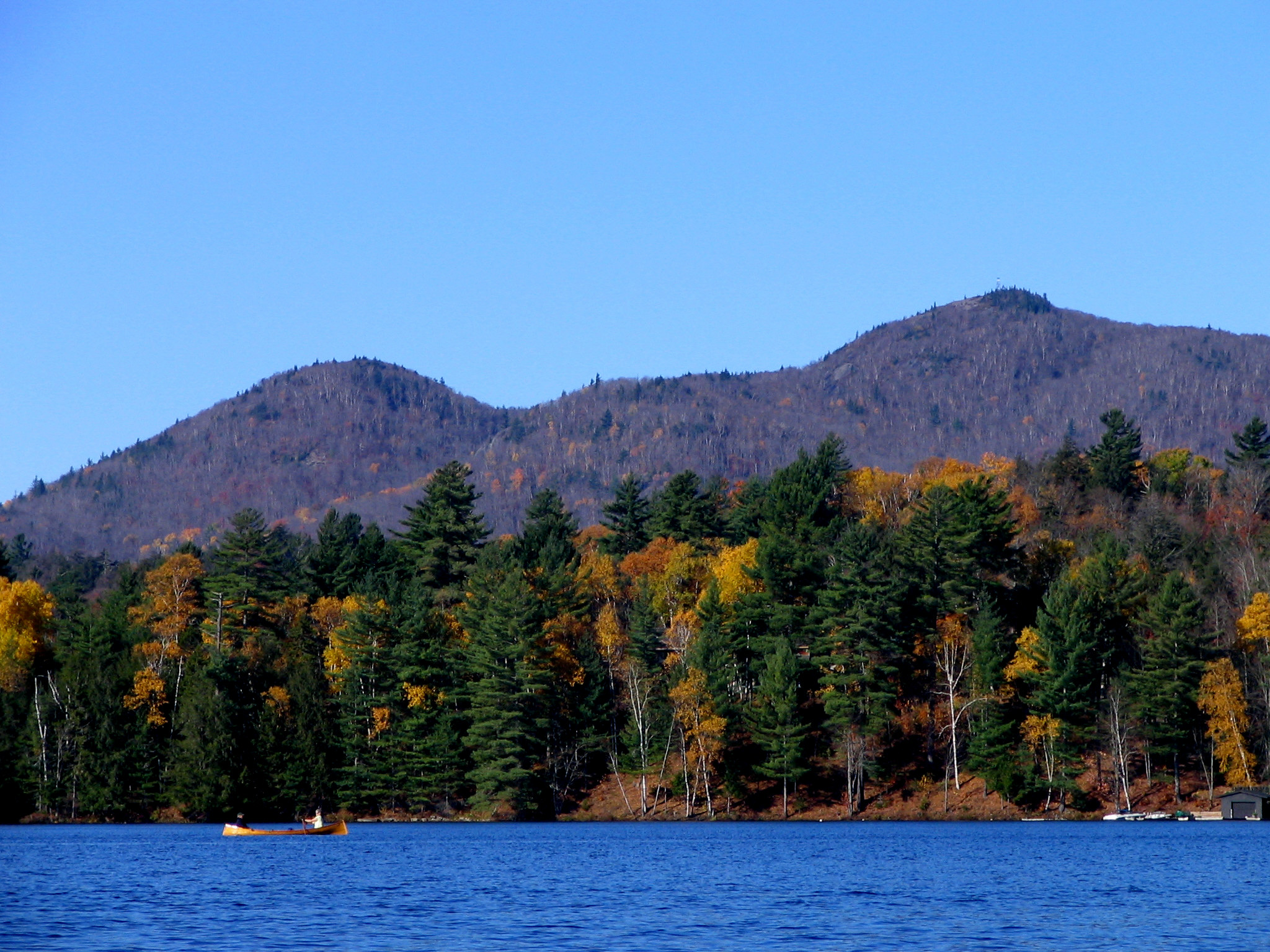
بحيرة سانت ريجيس العليا

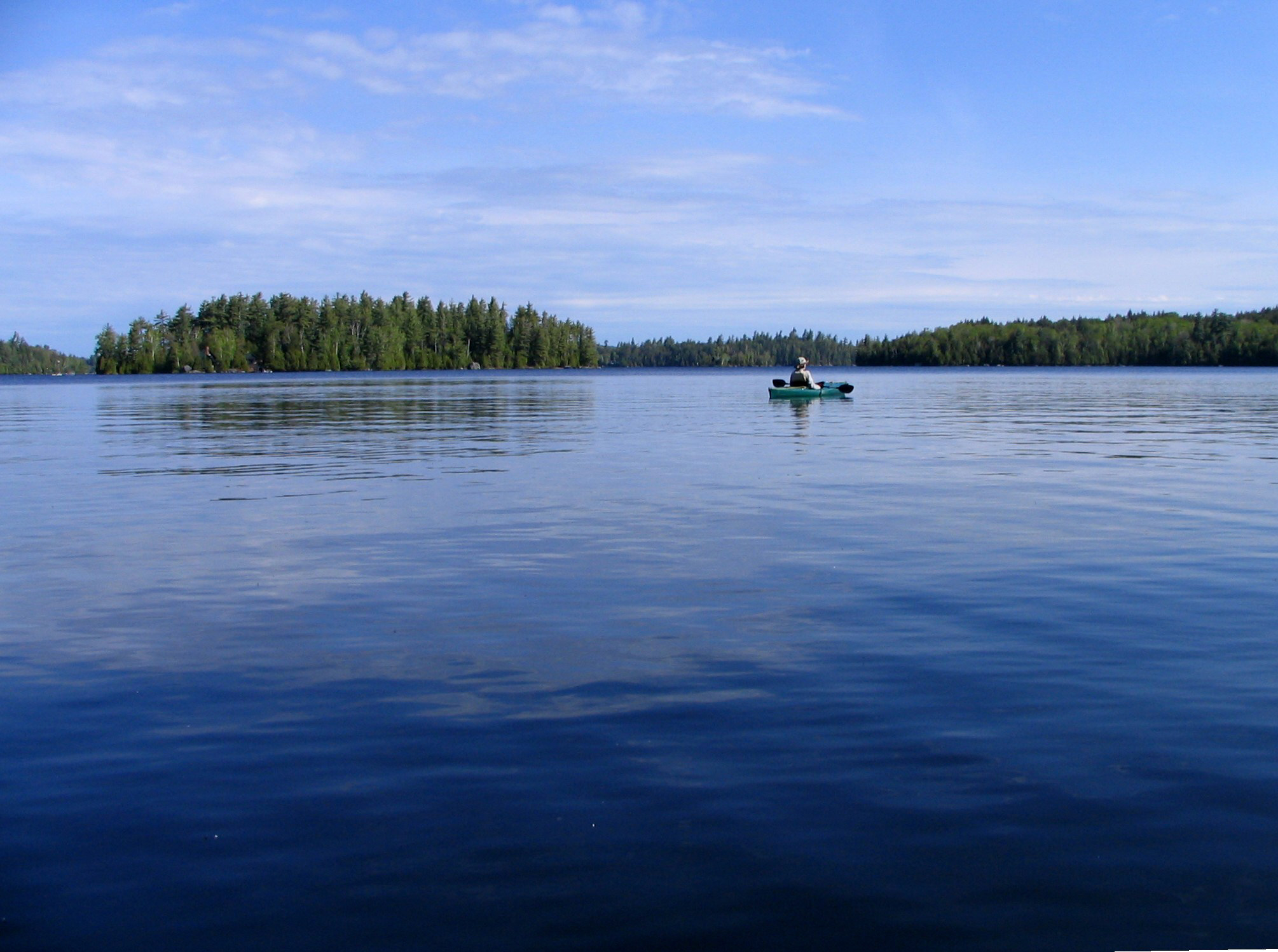
بحيرة ساراناك العليا باتجاه الشمال

- Lake Skanatani / Skannatani (تختلف التهجئة الرسمية)
- متنزه بحيرة تغانيك الحكومي
- بحيره تابان
- بحيرة دموع الغيوم
- بحيرة تيوراتي
- Lake Tittykuku
- Lake Titus
- بحيرة واشنطن
- Lake Welsh
- Lamoka Lake
- بحيرة لوي
- Little Sacandaga
- بحيرة تابر الصغيرة
- البحيرة الطويلة
- بحيرة لوون (نيويورك)
- Loon Lake (Warren County, New York)
- Loon Lake (Franklin County, New York)
- Lower Ausable Lake
- Lower Chateaugay Lake
- بحيرة سانت ريجيس السفلى
- بحيرة ساراناك السفلى
- بحيرة لوز
- بحيرة ميسون
- Masten Lake
- Meacham Lake
- بحيرة ساراناك الوسطى
- بحيرة ميرور
- بحيرة موهيغان ،نيويورك
- بحيرة الجبل
- Mud Lake (هناك أكثر من 30 بحيرة تسمى Mud Lake في نيويورك.)
- بحيرة مورفي
- Nassau Lake, Rensselaer County
- بحيرة نيوكومب
- البحيرة الشمالية
- North-South Lake
- بحيرة الشق
- بحيرة أونيدا
- Onondaga Lake
- Onteora Lake[1]
- بحيرة أوسيتيا
- بحيرة أوتيسكو
- Otsego Lake
- Oquaga Lake
- بحيرة أواسكو
- Oxbow Lake
- Pleasant Lake
- Ragged Lake
- بحيرة قوس قزح
- بحيرة راكيت
- Rich Lake
- متنزه بحيرة روكلاند الحكومي
- Round Lake
- Rushford Lake
- بحيرة ساكانداغا
- Schroon Lake
- بحيرة ساراتوجا
- Seneca Lake
- Seven Hills Lake
- Sleepy Hollow Lake
- Star Lake
- بحيرة سيلفر (مقاطعة كلينتون)
- بحيرة سيلفر (وودريدج)
- بحيرة سيلفر (مقاطعة ويومينغ)
- Skaneateles Lake
- Snowbird Lake
- بحيرة الربيع (مقاطعة ديلاوير)
- Spring Lake (Rensselaer County)
- البحيرة الجنوبية
- Summit Lake (Edmeston)
- Summit Lake (Philmont)
- بحيرة سوميت
- تايلور بوند
- بحيرة توماهوك
- بحيره تونيتا
- بحيرة تروت (مقاطعة وارن)
- بحيرة التراوت (أريتا ، مقاطعة هاميلتون ، نيويورك)
- Trout Lake (Morehouse, Hamilton County, New York)
- Tsatsawassa Lake, Nassau, Rensselaer County, New York
- بحيرة تابر
- Upper Ausable Lake
- Upper Chateaugay Lake
- Upper St. Regis Lake
- بحيرة ساراناك العليا
- بحيرة أوتوانا
- Wanaksink Lake
- بحيرة واكا (نيويورك)
- البحيرة البيضاء
- Wildwood Lake
- Wolf Lake
- Yankee Lake